# Gongronema nepalense
Gongronema nepalense là một loài thực vật có hoa trong họ La bố ma. Loài này được (Wall.) Decne. mô tả khoa học đầu tiên năm 1844.